# Sugar Grove (Pensilvania)
Sugar Grove es un borough ubicado en el condado de Warren en el estado estadounidense de Pensilvania. En el año 2000 tenía una población de 613 habitantes y una densidad poblacional de 212 personas por km².

## Geografía
Sugar Grove se encuentra ubicado en las coordenadas 41°58′56″N 79°20′30″O / 41.98222, -79.34167.

## Demografía
Según la Oficina del Censo en 2000 los ingresos medios por hogar en la localidad eran de $36,125 y los ingresos medios por familia eran $41,964. Los hombres tenían unos ingresos medios de $29,519 frente a los $21,607 para las mujeres. La renta per cápita para la localidad era de $16,896. Alrededor del 8.2% de la población estaba por debajo del umbral de pobreza.